# Havkajak
Havkajak er betegnelsen for en kajak, der er designet til tursejlads, hvor der i båden er plads til oppakning i adskilte vandtætte rum. En havkajak er en slank meget elegant båd, der padles frem med en to-bladet åre kaldet en pagaj. Denne sættes skiftevis i vandet på hver side af båden, og driver denne fremad. Der kræves ikke store kræfter for at ro en kajak, og bådens slanke facon får den til at glide let gennem vandet.
Kajaktypen bygges i flere forskellige materialer – herunder f.eks. kevlar, glasfiber, polyester, samt som foldekajakker i aluminium og lærred. De kan endda fås som to-personers modeller.
Kajakken findes i forskellige varianter. Eksempler herpå er med eller uden ror hhv. styrefinne. Cockpithullet kan fås i forskellige størrelser. Et lille hul gør at roeren sidder bedre fast og dermed bedre kan udføre f.eks. grønlændervendinger også kaldet rul eller eskimovendinger. En havkajak vil have fastgørelsesliner på oversiden til brug for fastgørelse af f.eks. håndpumpe, paddlefloat og ekstra pagaj – ofte en grønlandsk åre. En særlig variant er en surfski.
Havkajak indgår i Kano og kajak som en frilufts- og idrætsaktivitet – afhængig af udførelsen af udøveren. Havkajak kan udøves individuelt såvel som i grupper. Udførelsen kan være som motionsture, konkurrencer på tid og i teknisk udførelse.